# Bjarne Håkon Hanssen
Bjarne Håkon Hanssen (født 1. november 1962 i Bangsund syd for Namsos) er en norsk politiker (Ap). Han har været sundhedsminister siden 2008 i Regeringen Jens Stoltenberg II. Han har tidligere været landbrugsminister fra 2000 til 2001, og arbejds- og inkluderingsminister fra 2005 til 2008. Hanssen var fylkesordfører i Nord-Trøndelag fra 1995 til 1997, da han blev valgt ind i Stortinget. Hanssen stillede ikke til genvalg til Stortinget i 2009.

## Baggrund
Bjarne Håkon Hanssen er uddannet lærer ved Levanger Lærerhøgskole. Mellem 1980 og 1982 var han leder for Arbeidernes Ungdomsfylking i Nord-Trøndelag. Senere i 1980'erne blev Hanssen den første leder i Namdal lokalafdeling af Norsk atferdanalytisk forening.
Hanssen dyrkede sin interesse, judo, fra han var 10 til han var 20 år, og fik bronze-medaljen i norgesmesterskaberne i judo.

## Politisk liv
Han blev valgt til Stortinget fra Nord-Trøndelag i 1997. Hanssen var landbrugsminister i Regeringen Jens Stoltenberg I mellem 2000 og 2001 og arbejds- og inkluderingsminister fra 2005 til 2008.
13. august 2008 offentliggjorde Hanssen at han ikke stillede til genvalg til Stortinget i 2009.

### Kampsager
En af Hanssens kampsager som landbrugsminister var nedsætning af fødevaremomsen fra 24 til 12 procent, for at gøre fødevarer billigere for forbrugerne. Han var også nødt til, at lukke grænserne for udenlandsk kød i en periode på grund af mund- og klovsyge i EU-området.
Som arbejds- og inkluderingsminister har han kæmpet for at svage skal komme i arbejde, og har i den forbindelse gjort sig bemærket ved til stadighed at bruge udtrykket "Kom op om morgenen!" om de som er underlagt velfærdsordninger fra staten.